# Bellmead (Teksas)
Bellmead je grad u američkoj saveznoj državi Teksas. Prema popisu stanovništva iz 2010. u njemu je živjelo 9.901 stanovnika.